# Paul Masson
Paul Masson (n. 11 octombrie 1876, Mostaganem, Franța – d. 30 noiembrie 1944, Cannes, Alpes-Maritimes, Franța) a fost un ciclist francez, medaliat olimpic. A participat la o ediție a Jocurilor Olimpice (1896) în care a câștigat 3 medalii de aur.